# George Goldthwaite

George Goldthwaite

George Goldthwaite (* 10. Dezember 1809 in Boston, Massachusetts; † 16. März 1879 in Tuscaloosa, Alabama) war ein US-amerikanischer Jurist und Politiker (Demokratische Partei), der den Bundesstaat Alabama im US-Senat vertrat.
George Goldthwaite studierte nach dem Schulbesuch von 1823 bis 1826 an der US-Militärakademie in West Point. Im Anschluss zog er nach Alabama, erlernte die Rechtswissenschaften und wurde im selben Jahr in die Anwaltskammer aufgenommen, woraufhin er im Pike County zu praktizieren begann.
Von 1843 bis 1852 fungierte er als Richter am Kreisgericht, danach bis 1856 als beigeordneter Richter am Alabama Supreme Court. In diesem Jahr wurde er zum obersten Richter ernannt, doch er legte diesen Posten schnell wieder nieder und arbeitete wieder als niedergelassener Anwalt. Während des Sezessionskrieges fungierte Goldthwaite als befehlshabender Offizier (Adjutant General) der Konföderiertentruppen in Alabama.
Im Jahr 1868 wurde er wiederum zum Richter am Kreisgericht gewählt, doch die Ausübung dieses Postens wurde ihm nicht gestattet. Ab dem 4. März 1871 repräsentierte George Goldthwaite seinen Staat schließlich im US-Senat, aus dem er nach einer Amtsperiode am 3. März 1877 wieder ausschied. Er bewarb sich nicht um die Wiederwahl und zog sich ins Privatleben zurück.